# Viola minuta
Viola minuta är en violväxtart. Viola minuta ingår i släktet violer, och familjen violväxter.

## Underarter
Arten delas in i följande underarter:
- V. m. dagestanica
- V. m. meyeriana
- V. m. minuta